# Stanley G. Weinbaum
Stanley Grauman Weinbaum (4 de abril de 1902-14 de diciembre de 1935) fue un escritor de ciencia ficción norteamericano. Su carrera en el género fue corta pero influyente. Su primera novela, Una odisea marciana fue publicada con gran éxito en julio de 1934, pero murió de un cáncer de pulmón dieciocho meses después.

## Biografía y carrera
Weinbaum nació en Louisville, Kentucky y asistió a una escuela en Milwaukee. Fue alumno de la Universidad de Wisconsin-Madison primero en ingeniería química pero luego se cambió a literatura, aunque al contrario de la creencia común, no se graduó. Por una apuesta, realizó un examen en lugar de un amigo, pero fue descubierto, y abandonó la universidad en 1923.
Es conocido por la innovadora novela corta Una odisea marciana, protagonizada por un alienígena no humano muy simpático, Tweel. Aún más notable, esta fue su primera obra de ciencia ficción (en 1933 había vendido una novela romántica, Los bailes de la dama a King Features Syndicate, que la publicó en una serie en los periódicos a principios de 1934). Isaac Asimov describió a Una odisea marciana como una «perfecta historia campbelliana de ciencia ficción, anterior a John W. Campbell». En efecto, Tweel puede ser la primera criatura en la ciencia ficción en cumplir el postulado de Campbell: «escríbame sobre una criatura que piense tan bien como un ser humano, o mejor que uno, pero no como un ser humano». Asimov la señaló como una de las tres historias que cambiaron la forma de escribir relatos de ciencia ficción. Es el cuento de ciencia ficción más antiguo (y uno de los más votados) seleccionados por Science Fiction Writers of America para su inclusión en The Science Fiction Hall of Fame, Volume One, 1929–1964 ✍.
La mayoría de los trabajos publicados durante su vida aparecieron en Astounding o en Wonder Stories. Sin embargo, varios escritos de Weinbaum se publicaron por primera vez en la vieja fanzine Fantasy Magazine (sucesora de Science Fiction Digest) en la década de 1930, incluyendo un resumen autobiográfico en la edición de junio de 1935. A pesar de la creencia popular, Weinbaum no fue uno de los coautores de la serie Cosmos en Science Fiction Digest/Fantasy Magazine,  pero si participó en The Challenge From Beyond publicada en el número de septiembre de 1935. En la época de su muerte Weinbaum escribía una novela, Three Who Danced. En ella el príncipe de Gales está inesperadamente presente en un baile de una obscura comunidad norteamericana, donde baila con tres muchachas locales, eligiendo a cada una por razones diferentes. La vida de cada una de las jóvenes cambia (feliz o trágicamente) como resultado de la inesperada atención que reciben. En 1993 su viuda Margaret Hawtof Kay donó manuscritos a la biblioteca de la Universidad Temple en Filadelfia, entre los que se encontraba Three Who Danced, así como otras historias inéditas, la mayoría románticas, y varios escritos de ficción y no ficción, pero ninguno de ellos de ciencia ficción.
En 1957 se realizó una versión para cine de su cuento corto The Adaptive Ultimate (en) ✍ bajo el título She Devil, protagonizado por Mari Blanchard, Jack Kelly, y Albert Dekker. La historia fue también editada para televisión; Kyra Zelas, difundida el 12 de septiembre de 1949 por Studio One. Una producción de radio del mismo cuento fue realizada para el show de antología Escape en la década de 1950, si bien por alguna razón Weinbaum no fue mencionado como autor.

## Premios y honores
Un cráter en Marte está bautizado en su honor, y el 18 de julio de 2008 se le otorgó el Premio Cordwainer Smith Rediscovery.

## Crítica
Lester del Rey declaró que «Weinbaum, más que ningún otro escritor, ayudó a salir de nuestro estancamiento de la década de 1930, y entrar en el inicio de la ciencia ficción moderna». Everett F. Bleiler, en cambio, decía que «aunque Weinbaum estaba considerado el autor de ciencia ficción más prometedor de su tiempo, su reputación se ha exagerado». Mientras «el estilo de Weinbaum fue más vívido que la de otros contemporáneos del género, y era imaginativo en detalles de contexto... su trabajo era ficción pulp ordinaria, con tramas rutinarias, presentación descuidada, personajes acartonados, y la mayor parte de las ideas eran clichés». Alexei y Cory Panshin concluían que «El tiempo se ha tragado lo que antes eran virtudes particulares de Weinbaum. Lo que queda parece pintoresco y estrafalario».

## Series planetarias
Las nueve historias interplanetarias de Weinbaum están situadas en un sistema solar consistente con los conocimientos científicos de la década de 1930. Los marcianos de estilo aviar de Una odisea marciana y Valle de sueños, por ejemplo se mencionan en Cúmulo de redención y en El peri rojo. Los trioptes venusinos de Planeta parásito y Los comedores de loto se mencionan en La luna loca. En el sistema solar de Weinbaum, de acuerdo con la entonces común hipótesis de colisión, el gigante gaseoso irradiaba calor, suficiente para calentar a sus satélites Ío, Europa, Titán e incluso Urano. Marte es también suficientemente similar a la Tierra para permitir a los humanos caminar sobre su superficie sin protección.

### Novelas
- The Lady Dances (King-Features Syndicate 1933) - Esta novela (publicada bajo el título de «Marge Stanley») se publicó como serie en los periódicos a principios de 1934.
- El nuevo adán (Ziff-Davis 1939)
- La llama negra (Fantasy Press 1948)
- La llama negra (edición revisada) (Tachyon Publications 1997; ISBN 0-9648320-0-3)
- El otro obscuro o The Mad Brain (Fantasy Publishing Company 1950)

### Cuentos cortos
- Una odisea marciana (A Martian Odyssey). Wonder Stories, julio de 1934.
- El valle de los sueños (Valley of Dreams). Wonder Stories, noviembre de 1934.
- Flight on Titan. Astounding, enero de 1935.
- Parasite Planet. Astounding, febrero de 1935.
- Lotófagos (The Lotus Eaters). Astounding. abril de 1935.
- Las gafas de Pigmalión (Pygmalion's Spectacles) Wonder Stories, julio de 1935.
- Los mundos «si» (The Worlds of If). Wonder Stories, agosto de 1935.
- The Challenge From Beyond. Fantasy Magazine, septiembre de 1935 (Weinbaum abrió con 800 palabras el inicio de este cuento multi-autor).
- El ideal (The Ideal). Wonder Stories, septiembre de 1935.
- The Planet of Doubt. Astounding, octubre de 1935.
- Máxima adaptabilidad (The Adaptive Ultimate). Astounding, noviembre de 1935 (como John Jessel).
- The Red Peri. Astounding, noviembre de 1935.
- La luna loca (The Mad Moon). Astounding, diciembre de 1935.

#### Cuentos publicados póstumamente
- The Point of View. Wonder Stories, enero de 1936.
- Mares cambiantes (Smothered Seas). Astounding, enero de 1936 (con Roger Sherman Hoar escribiendo como Ralph Milne Farley).
- Yellow Slaves. True Gang Life, febrero de 1936 (con Roger Sherman Hoar escribiendo como Ralph Milne Farley).
- Rescate de un secreto (Redemption Cairn). Astounding, marzo de 1936.
- The Circle of Zero. Thrilling Wonder, agosto de 1936.
- La isla de Proteo (Proteus Island). Astounding, agosto de 1936.
- Graph. Fantasy Magazine, septiembre de 1936.
- The Brink of Infinity. Thrilling Wonder, diciembre de 1936.
- Shifting Seas. Amazing, abril de 1934.
- Revolution of 1950. Amazing, octubre de 1938 (con Roger Sherman Hoar escribiendo como Ralph Milne Farley).
- Tidal Moon. Thrilling Wonder, diciembre de 1938 (con Helen Weinbaum, su hermana).
- The Black Flame. Startling, enero de 1939.
- Dawn of Flame. Thrilling Wonder, junio de 1939.
- Green Glow of Death. Crack Detective and Mystery Stories, julio de 1957.
- The King's Watch. Posthumous Press, 1994 (variante del relato anterior).

### Colecciones de historias y poesía
- Lo mejor de Stanley G. Weinbaum, Ballantine Books, 1974
- Lunaria y otros poemas, The Strange Publishing Company 1988
- Corazón negro, Leonaur Publishing, 2006
- Origen de la llama: The Stanley G. Weinbaum Memorial Volume, Conrad H. Ruppert, 1936
- Odiseas interplanetarias, Leonaur Publishing, 2006
- Odisea marciana y otros cuentos de ciencia ficción, Hyperion Press, 1974
- Odisea marciana y otros, Fantasy Press, 1949
- Odisea marciana y otros clásicos de la ciencia ficción, Lancer, 1962
- Otras Tierras, Leonaur Publishing, 2006
- Genio extraño, Leonaur Publishing, 2006